# Angelo Cocconcelli
(don Angelo Cocconcelli rivolto a mons. Vescovo Eduardo Brettoni)
Angelo Cocconcelli nome di battaglia "Cassiani" (Cavriago, 27 novembre 1912 – San Pellegrino, 29 novembre 1999) è stato un presbitero e partigiano italiano.
Sacerdote cattolico reggiano, parroco per 58 anni della chiesa di San Pellegrino, e partigiano durante gli anni seguenti all'armistizio di Cassibile militante nel movimento cattolico delle Fiamme Verdi, operanti nell'appennino reggiano.

## Biografia
Nel 1924, all'età di dodici anni, entra nel seminario di Marola, venendo trasferito successivamente in quello di Albinea, dove rimane sette anni (1929-1936). Il 12 luglio 1936, nella cattedrale di Reggio Emilia, gli viene conferita l'ordinazione sacerdotale dal vescovo Eduardo Brettoni, il quale rimarrà per lui una figura di riferimento negli anni successivi.
Fino al 1939, fu curato della parrocchia di San Terenziano, nel suo paese natale di Cavriago, quando, all'inizio della Seconda guerra mondiale, viene nominato cappellano dei lavoratori italiani emigrati in Slesia (Germania). Nel 1940 è mandato nella regione austriaca di Salisburgo e Linz, dove lavorano circa seimila operai italiani. A Linz, invitato dal vescovo locale, visita i prigionieri di guerra polacchi. La vista della crudeltà con cui venivano trattati i polacchi e gli ebrei nella Germania nazista lo convince che per l'Italia sarebbe stato meglio perdere la guerra piuttosto che vincerla al fianco dei tedeschi. Per queste affermazioni disfattiste viene arrestato dalle SS, poi messo agli arresti domiciliari e rischia di venire internato nei campi di concentramento, ma grazie all'intercessione dell'ambasciata italiana è espulso e rimpatriato in Italia. Fu tra le prime voci italiane a denunciare i campi di sterminio nazisti.
Il 26 ottobre 1941 viene mandato nella parrocchia di San Pellegrino di Reggio Emilia dove si dedica all'aiuto delle famiglie in difficoltà a causa della guerra. In quei mesi don Cocconcelli accoglie nella parrocchia i primi nuclei clandestini dei partigiani locali, facendone un punto di riferimento antifascista.
Il giorno dell'Armistizio di Cassibile, l'8 settembre 1943, la città è in tripudio per la fine della guerra e i popolani chiedono a don Cocconcelli di suonare le campane a festa, ma lui si rifiuta perché si aspetta già ciò che poi avverrà quella notte stessa, ovvero l'invasione tedesca dell'Italia.
I nazisti arrivati nella notte iniziano subito a rastrellare la città, ad arrestare i militari italiani e a spedirli nei campi di prigionia in Germania. Don Cocconcelli interviene e, grazie alla sua conoscenza del tedesco, ottiene dal comando delle SS di poter portare, su un carretto, della frutta per i prigionieri ammassati (fino a 8 000) nella caserma dell'artiglieria. In realtà nel carretto sotto la frutta ci sono documenti e vestiti di ogni genere che permettono a molti soldati di essere rilasciati.

### Nella Resistenza
Nel settembre 1943, ospita le prime riunioni del Comitato di Liberazione Nazionale reggiano, partecipando in prima persona, come cassiere e membro effettivo, adottando il nome di battaglia di Cassiani (proprio perché responsabile della cassa del comitato). Dalla canonica vengono inviate in montagna le prime donazioni (come quelle elargite dalla Banca Agricola Commerciale) e raccolte di medicinali (procurati da Giuseppe Dossetti che prese il nome di battaglia di Benigno proprio per un libro di Umberto Benigni che don Cocconcelli teneva in casa) alle formazioni partigiane raccolte intorno a don Pasquino Borghi.
Il 15 dicembre 1943 don Cocconcelli fu bersaglio della prima vera e propria minaccia di morte da parte dei fascisti. Si svolgeva quel giorno il funerale del Seniore della Milizia Volontaria per la Sicurezza Nazionale Fagiani, il corteo stava passando lungo Corso Garibaldi, sotto le finestre della classe dell'Istituto Magistrale, dove don Cocconcelli insegnava. Gli alunni non si trattennero e si affacciarono per vedere il corteo. I fascisti lo presero come un atto di derisione nei confronti del defunto ed entrarono in aula coi mitra spianati minacciando il prete, reo di aver istigato gli alunni a compiere quel gesto. Il tutto si concluse con un nulla di fatto ma i militi giurarono vendetta contro don Cocconcelli.
Dopo un anno di attività clandestina, viene arrestato. Riesce a fuggire, rifugiandosi presso una vicina parrocchia. I fascisti fermano il parroco che lo ha aiutato e intimano a don Cocconcelli di presentarsi entro 24 ore, pena la fucilazione del sacerdote che lo ha aiutato nella fuga. Don Angelo si costituisce e gli viene imposto di rimanere in città per poter svolgere le sue funzioni pastorali. Tuttavia, una volta libero, fugge sull'Appennino emiliano e, dal 1944 al 1945, si unisce alle Fiamme Verdi, con Pasquale Marconi e i fratelli Giuseppe ed Ermanno Dossetti. Viene allora condannato a morte dal Tribunale Speciale Fascista. Diventa membro del comando congiunto Fiamme Verdi-Brigata Garibaldi.

### Dopoguerra
Nell'immediato dopoguerra, nel 1949, il vescovo Beniamino Socche lo nomina presidente diocesano della Pontificia Opera di Assistenza: il suo impegno si concentra nel soccorso alla popolazione colpita dall'alluvione del Po del 1951, l'istituzione di asili per i figli delle mondariso e delle colonie estive.
Negli anni cinquanta, dà impulso all'Azione Cattolica locale ed avvia la costruzione di opere parrocchiali: il cinema-teatro, le sale per il catechismo, il campo gioco per l'oratorio, l'asilo. In quegli anni, per il suo impegno nel sociale, frequenta personalità di spicco, quali don Giuseppe Dossetti e il cardinale Sergio Pignedoli.
Nel 1974 Paolo VI lo nomina suo cappellano d'onore.
Nel 1981, viene eletto presidente provinciale della Fism (Federazione Italiana delle Scuole Materne), ruolo che ricoprirà per circa un decennio. Nel 1986, inaugura la casa degli anziani di San Pellegrino.
Muore il 29 novembre 1999, a San Pellegrino.

## Riconoscimenti
La sua figura è stata raccontata nella puntata del 23 aprile 2008 del programma La Storia siamo noi, dedicata alla testimonianza di alcuni parroci nella Resistenza al nazifascismo.
Nel settembre 2005 il comune di Reggio Emilia gli ha intitolato un tratto della tangenziale SS9.
A don Angelo Cocconcelli è stata intitolata la casa di riposo della chiesa di San Pellegrino.
In memoria di Don Angelo, ogni anno la società calcistica Santos 1948 organizza sul campo parrocchiale di San Pellegrino (esclusi gli anni compresi tra il 2003 e il 2007 a causa della ristrutturazione degli edifici della società e del campo) un torneo calcistico cui partecipano varie società del comune di Reggio Emilia.
In occasione del centenario della nascita che è ricorso il 27 novembre 2012 la comunità di San Pellegrino su iniziativa del parroco don Giuseppe Dossetti (junior) ha pubblicato un libro che riunisce la storia, i documenti e le foto rintracciabili di don Angelo.